# Arabische muziek
Arabische muziek is de muziek van de Arabisch-sprekende bevolking in het Nabije en Midden-Oosten (de mashriq) en in Noord-Afrika (de maghreb). Net als de Europese muziek kan de Arabische ruwweg worden ingedeeld in drie categorieën: klassieke muziek, populaire muziek en volksmuziek. Daarnaast is een indeling gebruikelijk in de muziek van de Oost-Arabische wereld en die van de West-Arabische wereld. Libië en Tunesië vormen daarbij een overgangsgebied. 

## Geschiedenis
De belangrijkste muziekhistorische bron over de muziek uit de eerste eeuwen van de Arabische beschaving is de Kitab al-Aghani, die in de negende eeuw werd samengesteld door Abu-l-Faraj al-Isfahani (897-967).  Hieronder lezen we dat in de 6e en 7e eeuw  de bedoeïenen op het Arabische schiereiland een genre kenden dat hida werd genoemd, terwijl in de steden Mekka en Medina de sinad en de hazaj (respectievelijk een vermoedelijk ernstig en een vrolijk genre) populair waren. In de daaropvolgende eeuwen onderging de stedelijke muziek, die door qainas en mughannis (beroepszangeressen en -zangers) uitgevoerd werd, invloed van de Perzische en de Byzantijnse muziek. In de tweede helft van de 7e eeuw werd Damascus het belangrijkste muzikale centrum en in de tweede helft van de 8e eeuw Bagdad. In de 9e eeuw ontwikkelde zich in Spanje een aparte ‘Andalusische’ traditie. De toen ontstane tweedeling in een oosterse en een westerse muziektraditie is ook in de hedendaagse Arabische muziek nog aanwezig.
Wat we van de Arabische muziek uit de daaropvolgende eeuwen weten, danken we vooral aan een aantal muziektheoretische geschriften. Belangrijke theoretici tot de 15e eeuw waren al-Farabi (870-950), Ibn Sina (980-1037), Safi ad-Din al-Urmawi (1216/26-1294) en Ibn Ghaybi al-Maragi (gest.1435).  Zij beschreven het Arabische toonsysteem, waaronder de stemming, de melodische en ritmische modi en de compositievormen.  Ook veronderstelde kosmologische verbanden met muziek komt in geschriften van sommige auteurs aan de orde. 
Voor de eeuwen daarna zijn we vooral aangewezen op berichten van Europese onderzoekers en reizigers, van wie de belangrijkste waren: Thomas Shaw, die in het begin van de achttiende eeuw enige jaren in Algerije woonde, Alexander Russell, die van 1740 tot 1755 als arts in Aleppo werkzaam was, en Villoteau, die rond 1800 onderzoek deed in Egypte. Aan hen danken we enkele muzieknotaties en summiere beschrijvingen van het plaatselijke muziekleven. 
Pas in de tweede helft van de 19e eeuw komen meer en rijkere bronnen beschikbaar, waardoor het mogelijk wordt de verschillende tradities en stijlen van de Arabische muziek te onderscheiden en te definiëren. Belangrijk is daarbij dat sinds het begin van de 20e eeuw niet alleen het muziekschrift, dat sindsdien geleidelijk ingang heeft gevonden in de Arabische wereld, maar vooral ook de eerste geluidsdragers, c.q. de wasrol en de grammofoonplaat in gebruik kwamen, waarmee composities en improvisaties vastgelegd konden worden.  
Tot de belangrijkste Arabische musici van de 20e eeuw behoren onder meer de zanger en componist Sayyid Darwish (1892-1923), die wel de Arabische Schubert werd genoemd, en Mohammed Abdel Wahab (ca. begin 20e eeuw - 1991), die niet  alleen als zanger  en oedspeler grote bekendheid genoot, maar daarnaast ook een zeer productief componist was, veel elementen uit de westerse klassieke en populaire muziek  in de Arabische muziek introduceerde en daarmee een onuitwisbaar stempel drukte  op wat we de mainstream Arabische muziek kunnen noemen.
Verder kunnen worden genoemd: Riad Al Sunbati (1906-1981) en Assi Rahbani (1923-1986). De beroemdste vertolksters van hun composities zijn de  legendarische Egyptische Umm Kulthum (1904-1970), de even beroemde Libanese zangeres Fairuz (1939) en de Algerijnse Warda Al-Jazairia (1939-2012).  Belangrijke musici van een latere generatie zijn de Libanees Marcel Khalife (1950) en de Irakees Kadim Al Sahir (1957). 
De Arabische muziek is verder rijk aan diverse regionale, traditionele stijlen zoals de nawba-tradities in Noord-Afrika, de wasla in Egypte en Syrië en de Iraakse maqam. Hedendaagse genres van in oorsprong regionale aard zijn de Algerijnse rai, met als belangrijkste vertolker Cheb Khaled en de Egyptische Al-Jil of gil, die internationaal bekend werd door Amr Diab. Daarnaast kunnen nog de Koeweitse sawt en de Marokkaanse gnawa worden genoemd.

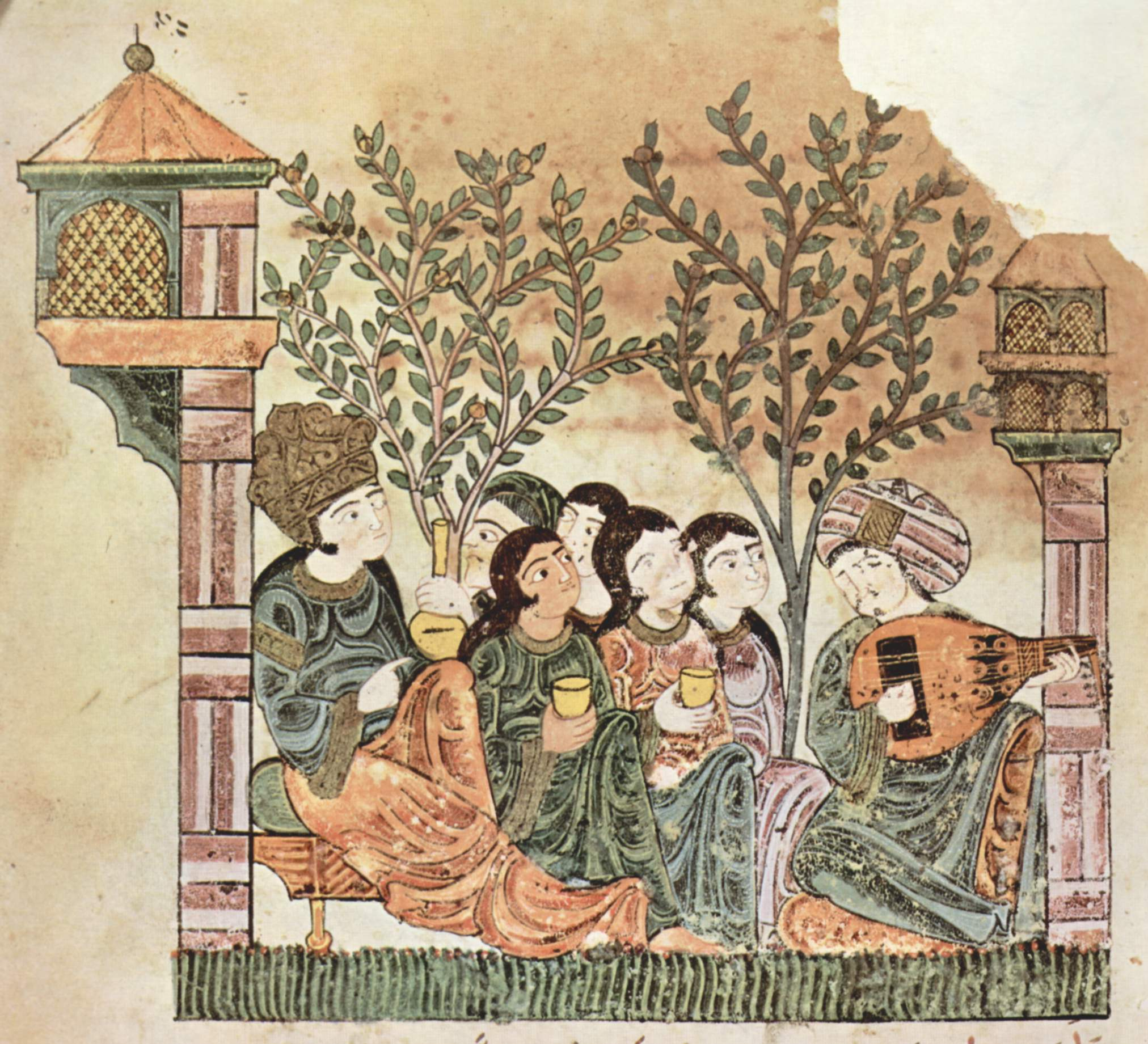
Luitspeler (13e eeuw)

## Arabische artiesten
Enkele bekende Arabische musici:
- Abdel Halim Hafez
- Amina Annabi
- Amr Diab
- Asmahan
- Cheb Khaled
- Cheb Mami
- Dalida
- Diana Haddad
- Fairuz
- Farid al-Atrash
- Haifa Wehbe
- Kadim Al Sahir
- Leila Mourad
- Mohammed Abdel Wahab
- Najat Aâtabou
- Najwa Karam
- Nancy Ajram
- Natacha Atlas
- Nawal El Zoghbi
- Rachid Taha
- Samira Said
- Sherine
- Souad Massi
- Umm Kulthum
- Warda Al-Jazairia

## Instrumenten
- Snaarinstrumenten:
  - oud, qanoun, rabab, kamanja, jawza, santour.
- Blaasinstrumenten:
  - nay, zourna of zoukra.
- Slaginstrumenten:
  - riq, dumbek, bandir, tarr of duff, darboeka.